# Bouxières-aux-Bois
Pour les articles homonymes, voir Bouxières.
Bouxières-aux-Bois est une commune française située dans le département des Vosges, en région Grand Est.
Ses habitants sont appelés les Bouxiérois.

### Localisation

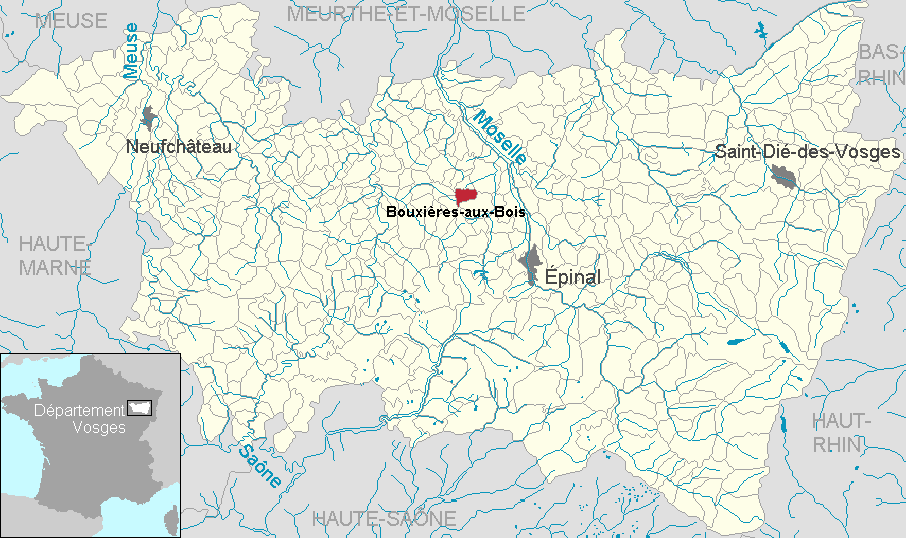
Localisation dans le département.

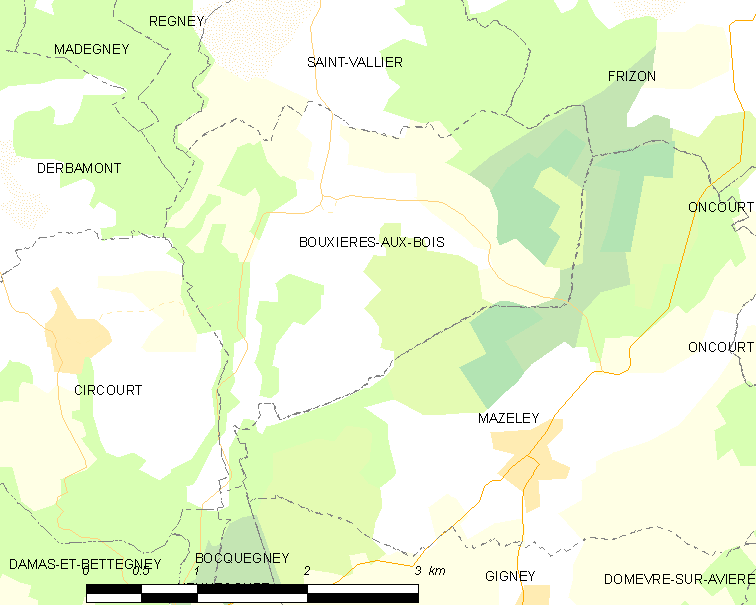
Situation géographique de Bouxières-aux-Bois.

## Géographie

### Géologie et relief
Bouxières-aux-Bois est un petit village agricole du Plateau lorrain. Les habitations sont groupées autour de l'intersection des routes départementales 36 et 39b. Saint-Vallier est à 2 km au nord, Circourt à 3 km à l'ouest et Mazeley à 4 km au sud. Le ruisseau de Flauzey y a sa source et s'en échappe au sud-est pour rejoindre l'Avière en rive gauche.
Espaces naturels :
Une zone naturelle d'intérêt écologique, faunistique et floristique (Znieff) :  Vergers de Mirecourt.

### Hydrographie et les eaux souterraines
Hydrogéologie et climatologie : Système d’information pour la gestion des eaux souterraines du bassin Rhin-Meuse :
Territoire communal : Occupation du sol (Corinne Land Cover); Cours d'eau (BD Carthage),
Géologie : Carte géologique; Coupes géologiques et techniques,
 Hydrogéologie : Masses d'eau souterraine; BD Lisa; Cartes piézométriques.

#### Réseau hydrographique
La commune est située dans le bassin versant du Rhin au sein du bassin Rhin-Meuse. Elle est drainée par le Ru de Vau et le ruisseau de Flauzey,.

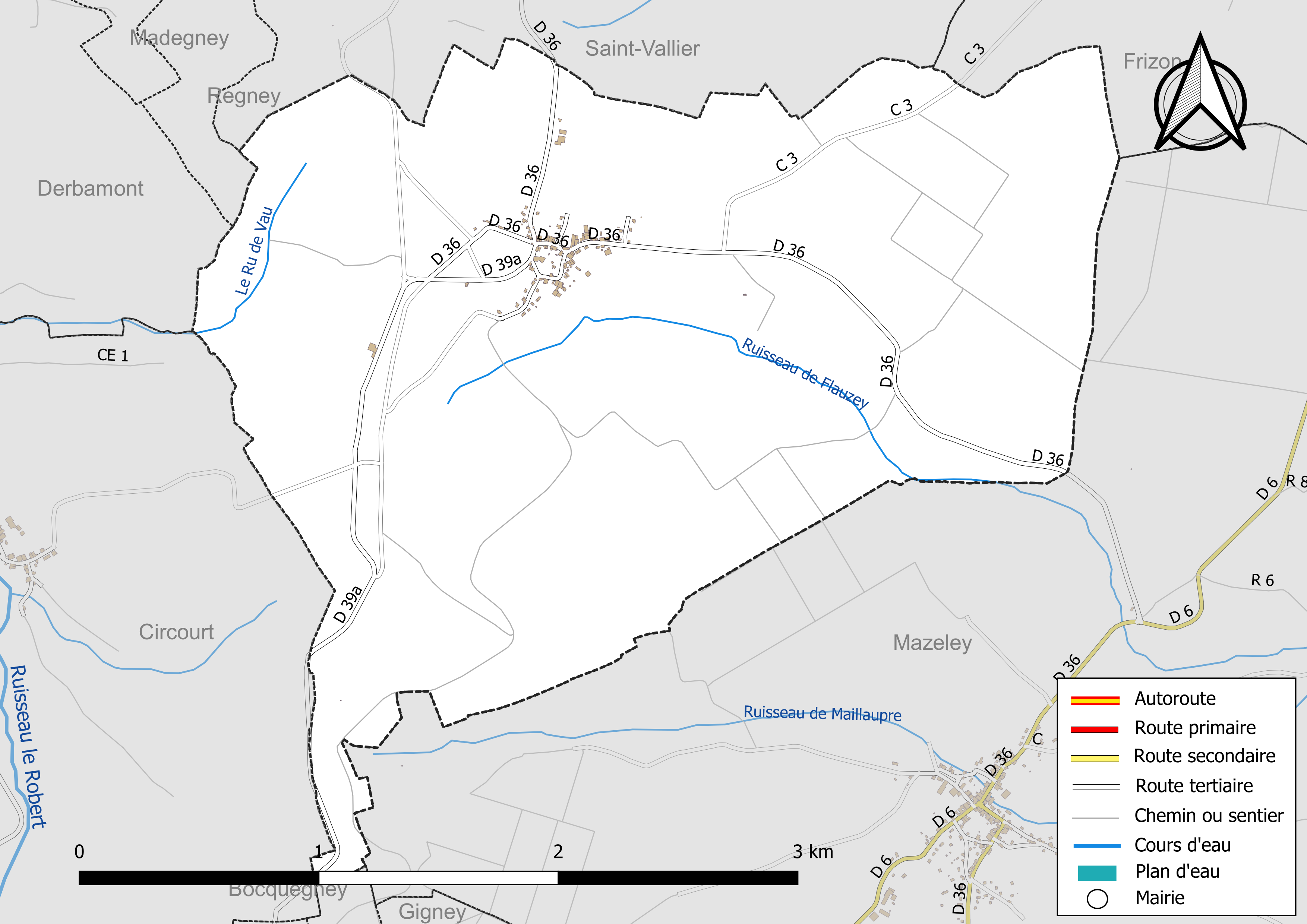
Réseaux hydrographique et routier de Bouxières-aux-Bois.

#### Gestion et qualité des eaux
Le territoire communal est couvert par le schéma d'aménagement et de gestion des eaux (SAGE) « Nappe des Grès du Trias Inférieur ». Ce document de planification, dont le territoire comprend le périmètre de la zone de répartition des eaux de la nappe des Grès du trias inférieur (GTI), d'une superficie de 1 497 km2, est en cours d'élaboration. L’objectif poursuivi est de stabiliser les niveaux piézométriques de la nappe des GTI et atteindre l'équilibre entre les prélèvements et la capacité de recharge de la nappe. Il doit être cohérent avec les objectifs de qualité définis dans les SDAGE Rhin-Meuse et Rhône-Méditerranée. La structure porteuse de l'élaboration et de la mise en œuvre est le conseil départemental des Vosges.
La qualité des eaux de baignade et des cours d’eau peut être consultée sur un site dédié géré par les agences de l’eau et l’Agence française pour la biodiversité.

### Climat
Pour des articles plus généraux, voir Climat du Grand Est et Climat des Vosges.
En 2010, le climat de la commune est de type climat des marges montargnardes, selon une étude du Centre national de la recherche scientifique s'appuyant sur une série de données couvrant la période 1971-2000. En 2020, Météo-France publie une typologie des climats de la France métropolitaine dans laquelle la commune est exposée à un climat semi-continental et est dans la région climatique  Lorraine, plateau de Langres, Morvan, caractérisée par un hiver rude (1,5 °C), des vents modérés et des brouillards fréquents en automne et hiver. 
Pour la période 1971-2000, la température annuelle moyenne est de 9,6 °C, avec une amplitude thermique annuelle de 17 °C. Le cumul annuel moyen de précipitations est de 1 083 mm, avec 13 jours de précipitations en janvier et 10,2 jours en juillet. Pour la période 1991-2020, la température moyenne annuelle observée sur la station météorologique de Météo-France la plus proche, « Épinal », sur la commune de Dogneville à 11 km à vol d'oiseau, est de 10,3 °C et le cumul annuel moyen de précipitations est de 907,0 mm. 
La température maximale relevée sur cette station est de 39,3 °C, atteinte le 25 juillet 2019 ; la température minimale est de −18,9 °C, atteinte le 12 janvier 1987,,. 
Les paramètres climatiques de la commune ont été estimés pour le milieu du siècle (2041-2070) selon différents scénarios d'émission de gaz à effet de serre à partir des nouvelles projections climatiques de référence DRIAS-2020. Ils sont consultables sur un site dédié publié par Météo-France en novembre 2022.

## Urbanisme

### Typologie
Au 1er janvier 2024, Bouxières-aux-Bois est catégorisée commune rurale à habitat dispersé, selon la nouvelle grille communale de densité à sept niveaux définie par l'Insee en 2022.
Elle est située hors unité urbaine. Par ailleurs la commune fait partie de l'aire d'attraction d'Épinal, dont elle est une commune de la couronne,. Cette aire, qui regroupe 118 communes, est catégorisée dans les aires de 50 000 à moins de 200 000 habitants,.

### Occupation des sols
L'occupation des sols de la commune, telle qu'elle ressort de la base de données européenne d’occupation biophysique des sols Corine Land Cover (CLC), est marquée par l'importance des territoires agricoles (56,4 % en 2018), une proportion identique à celle de 1990 (56,4 %). La répartition détaillée en 2018 est la suivante : 
forêts (40,4 %), prairies (28,1 %), terres arables (22 %), zones agricoles hétérogènes (6,3 %), milieux à végétation arbustive et/ou herbacée (3,2 %). L'évolution de l’occupation des sols de la commune et de ses infrastructures peut être observée sur les différentes représentations cartographiques du territoire : la carte de Cassini (XVIIIe siècle), la carte d'état-major (1820-1866) et les cartes ou photos aériennes de l'IGN pour la période actuelle (1950 à aujourd'hui).

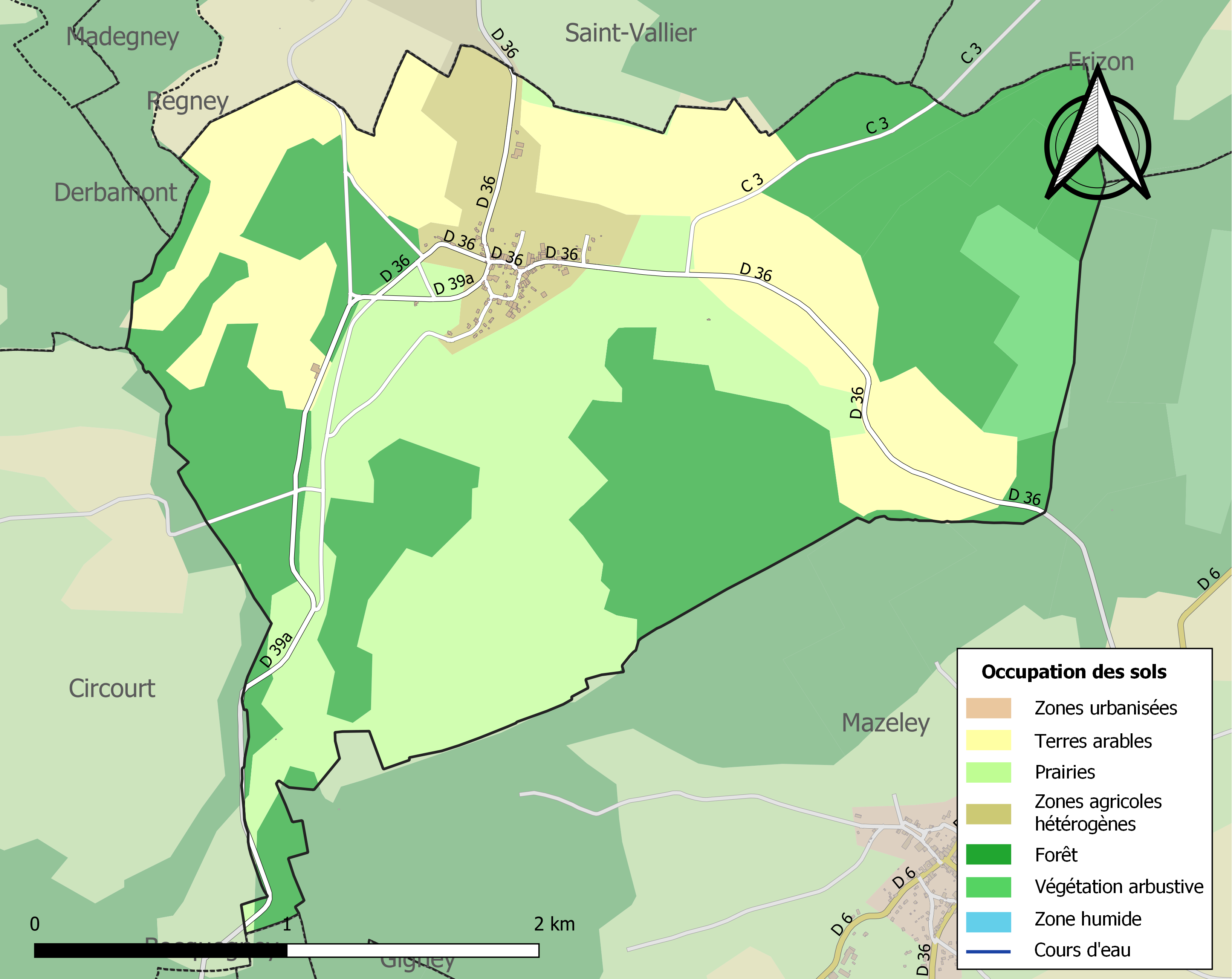
Carte des infrastructures et de l'occupation des sols de la commune en 2018 (CLC).

### Voies de communications et transports

#### Voies routières
- D28 > D10 vers Mirecourt 21,1 km[17].
- D36 vers Épinal 21,6 km.
- A31 (aussi appelée autoroute de Lorraine-Bourgogne). Échangeur Bulgnéville.

#### Transports en commun
- Fluo Grand Est.

#### Lignes SNCF
- Gare de Châtel - Nomexy,
- Gare de Thaon,
- Gare de Charmes,
- Gare d'Épinal.

## Toponymie
Le nom de la localité est attesté sous les formes ? De Buxeris (XIe siècle) ; Boixeires devant Chastelz (1282) ; Bouxeires (1295) ; Ban de Bouxieres (1390) ; Bouxieres en la paroche de Derbaimont (1491) ; Bouxiere (1511) ; Bouxiers (1628) ; « Le village de Bouxières au Chesne est éloigné d’une lieue de Derbamont, dont il est annexe… » (1711) ; Bouxierres aux Bois (1790).

Pluriel de l'oïl boissière, bouissière, buissière « lieu planté de buis ».
Le déterminant complémentaire -aux-Bois pour se convaincre de l'étendue et de la présence de la forêt.

## Histoire
La carte archéologique signale des tuiles plates de forme antique et d’anciennes monnaies semble-t-il découvertes au lieu-dit « Sous les loges » au 19e siècle, qui laisse à penser à une présence romaine.
Le toponyme de Bouxières-aux-Bois (de Buxeris) est attesté dans les actes dès le XIe siècle. Sous l’Ancien Régime, le ban de Bouxières-aux-Bois, qui comprenait, outre son chef-lieu, Regney et Madegney, appartenait au bailliage de Darney. Les habitants doivent la taille au seigneur de Vaubexy.
Le patronage de l’église revenait au chapitre de Remiremont. L’église, dédiée à Saint Mathieu, était annexe de Derbamont. L’église actuelle a été bâtie en 1802. La mairie date de 1821.
Un particulier se lance dans la construction d’une centrale solaire de 2.000 panneaux. Cependant, n'ayant pas requis l'autorisation de la préfecture,  il est obligé d'abandonner son projet.

## Politique et administration

### Découpage territorial
Par arrêté préfectoral du 15 septembre 2023, la commune est retirée le 1er janvier 2024 de l'arrondissement d'Épinal et rattachée à l'arrondissement de Neufchâteau.

### Liste des maires
| Période                                  | Période   | Identité                  | Étiquette | Qualité                  |
| ---------------------------------------- | --------- | ------------------------- | --------- | ------------------------ |
| Les données manquantes sont à compléter. |           |                           |           |                          |
|                                          |           | Émile Robinot (1933-2012) |           | Professeur               |
|                                          | mars 2001 | Paul Besseyrias           |           | Ingénieur agricole       |
| mars 2001                                | mars 2014 | André Rouillon            | DVD       |                          |
| mars 2014                                | En cours  | Philippe Perrein          |           | Représentant de commerce |

### Budget et fiscalité 2022
En 2022, le budget de la commune était constitué ainsi :
- total des produits de fonctionnement : 133 000 €, soit 934 € par habitant ;
- total des charges de fonctionnement : 143 000 €, soit 1 008 € par habitant ;
- total des ressources d'investissement : 720 000 €, soit 504 € par habitant ;
- total des emplois d'investissement : 65 000 €, soit 455 € par habitant ;
- endettement : 143 000 €, soit 1 010 € par habitant.

Avec les taux de fiscalité suivants :
- taxe d'habitation : 22,92 % ;
- taxe foncière sur les propriétés bâties : 42,44 % ;
- taxe foncière sur les propriétés non bâties : 33,70 % ;
- taxe additionnelle à la taxe foncière sur les propriétés non bâties : 0,00 % ;
- cotisation foncière des entreprises : 0,00 %.

Chiffres clés Revenus et pauvreté des ménages en 2021 : médiane en 2021 du revenu disponible, par unité de consommation : 25 620 €.

## Population et société

### Démographie
L'évolution du nombre d'habitants est connue à travers les recensements de la population effectués dans la commune depuis 1793. Pour les communes de moins de 10 000 habitants, une enquête de recensement portant sur toute la population est réalisée tous les cinq ans, les populations de référence des années intermédiaires étant quant à elles estimées par interpolation ou extrapolation. Pour la commune, le premier recensement exhaustif entrant dans le cadre du nouveau dispositif a été réalisé en 2004.

En 2022, la commune comptait 144 habitants, en évolution de +2,13 % par rapport à 2016 (Vosges : −2,96 %, France hors Mayotte : +2,11 %).
| 1793 | 1800 | 1806 | 1821 | 1831 | 1836 | 1841 | 1846 | 1856 |
| ---- | ---- | ---- | ---- | ---- | ---- | ---- | ---- | ---- |
| 165  | 206  | 225  | 267  | 318  | 300  | 311  | 305  | 310  |

| 1861 | 1866 | 1876 | 1881 | 1886 | 1891 | 1896 | 1901 | 1906 |
| ---- | ---- | ---- | ---- | ---- | ---- | ---- | ---- | ---- |
| 307  | 307  | 274  | 272  | 273  | 245  | 249  | 224  | 209  |

| 1911 | 1921 | 1926 | 1931 | 1936 | 1946 | 1954 | 1962 | 1968 |
| ---- | ---- | ---- | ---- | ---- | ---- | ---- | ---- | ---- |
| 180  | 163  | 168  | 165  | 154  | 121  | 113  | 120  | 115  |

| 1975 | 1982 | 1990 | 1999 | 2004 | 2006 | 2009 | 2014 | 2019 |
| ---- | ---- | ---- | ---- | ---- | ---- | ---- | ---- | ---- |
| 94   | 94   | 100  | 123  | 123  | 120  | 121  | 142  | 136  |

| 2022 | - | - | - | - | - | - | - | - |
| ---- | - | - | - | - | - | - | - | - |
| 144  | - | - | - | - | - | - | - | - |

## Culture locale et patrimoine

### Lieux et monuments

L'église Saint-Mathieu.
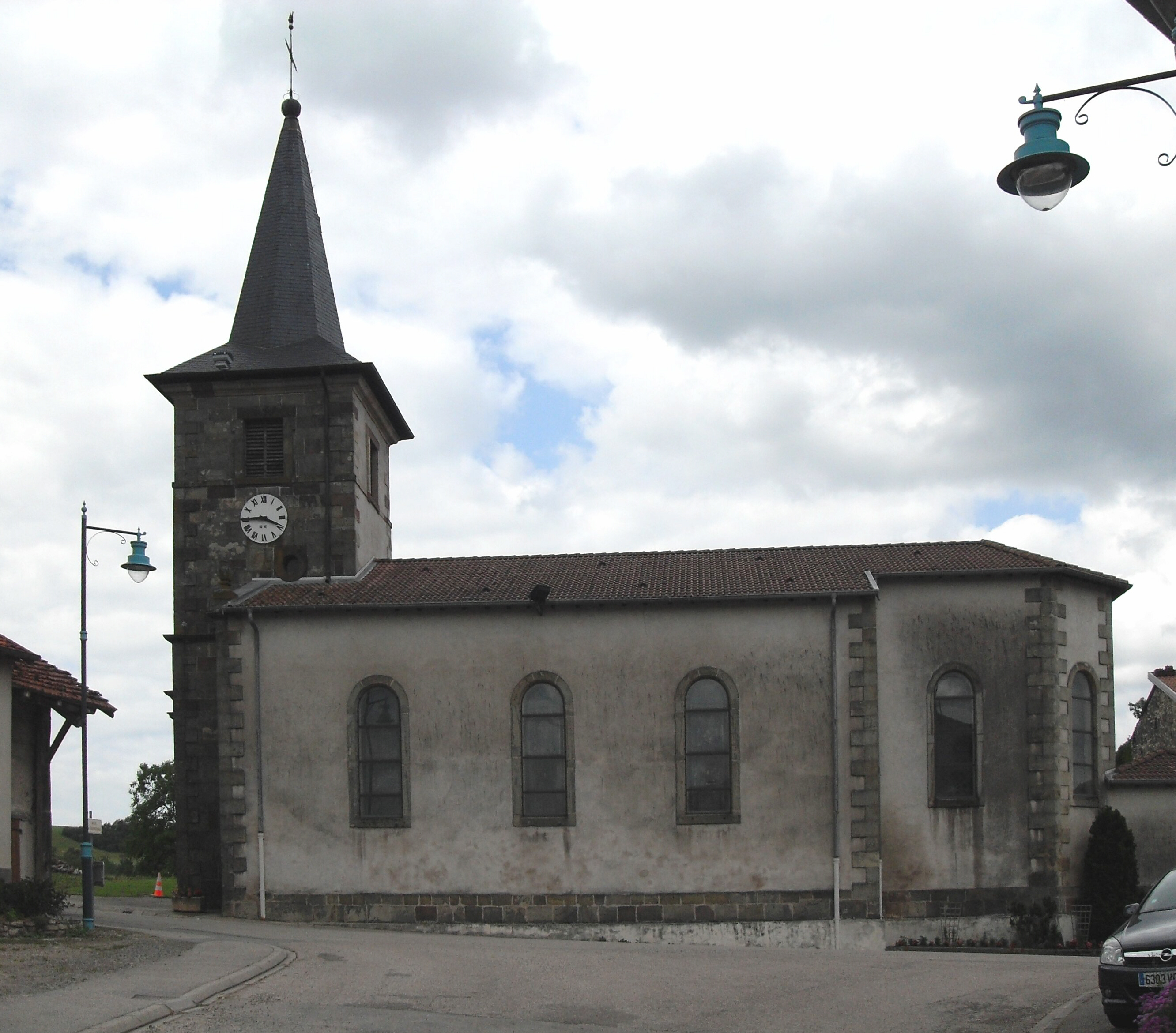
Côté sud.
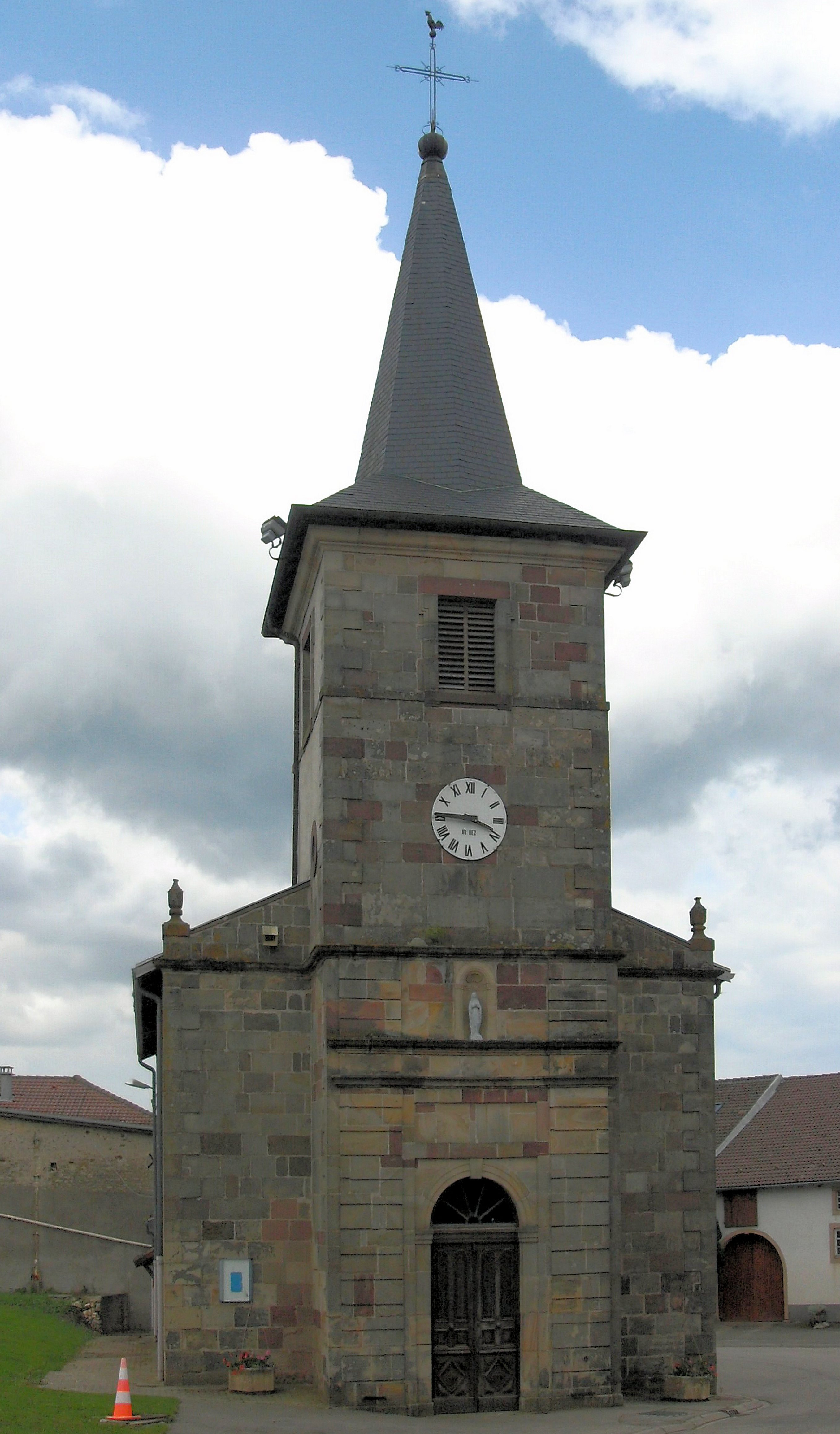
Côté ouest.

- L'église Saint-Mathieu édifiée en 1802.
- Patrimoine rural recensé par le service régional de l'Inventaire général du patrimoine culturel[32].

Le petit patrimoine est riche et diversifié : trois fontaines en eau, deux lavoirs,, des murs en pierre sèche et des maisons traditionnelles avec des toitures à quatre pans. Au XIXe siècle ce type d'habitation étaient signe d'aisance des habitants.
- Monument aux morts[35],[36].

## Pour approfondir